# Giovacchino Forzano
Giovacchino Forzano, född 19 november 1889, död 18 oktober 1970, var en italiensk journalist, sångare, romanförfattare, översättare, teater- och filmman.
Giovacchino Forzano var regissör vid Teatro alla Scala och chef för den statliga filmstaden Tirrenia. Forzano skrev libretton till verk av bland annat Ruggiero Leoncavallo, Pietro Mascagni, Ermanno Wolf-Ferrari, Giacomo Puccini, Primo Riccitelli och omdanade för scenen de av Benito Mussolini författade utkasten till dramerna Campo di maggio (1930) och Villafranca (1931), som Forzano senare omarbetade till filmer. Han produktion omfattade underhållningsromaner och ett stort antal välskrivna men ytliga historiska dramer, vilka främst kretsar kring Napoleon och hans omgivning.